# ヘンリー・ピム
ヘンリー・"ハンク"・ピム（Dr. Henry "Hank" Pym）は、マーベル・コミックの出版物に登場する架空の人物である。スタン・リー、ラリー・リーバー、ジャック・カービーによって創造され、『Tales to Astonish』第27号（1962年1月）で初登場した。ピムは単発のSFアンソロジー・ストーリーで科学者として初登場し、昆虫ほどの大きさに変身するスーパーヒーローのアントマンとなった。ジャネット・ヴァン・ダイン（ワスプ）は悪人と戦うパートナーである。ピムはまたアントマンの他にもジャイアントマン、ゴライアス、イエロージャケットといったアイデンティティを持ち、さらにジャネットが死亡した後はワスプとして活動した。

## 出版上の歴史
ヘンリー・ピムは、SFファンタジー・アンソロジー『Tales to Astonish』第27号（1962年1月）の7ページのソロ・カバー・ストーリー「The Man in the Ant Hill」で初登場した。作者はスタン・リー（エディター兼プロッター）、ラリー・リーバー（スクリプター）、ジャック・カービー（ペンシラー）、ディック・エアーズ（インカー）であり、2008年にリーは「私は体を縮め、アリやハチに追いかけられる男を描いた "The Man in the Ant Hill" を作った。非常によく売れたので、彼をスーパーヒーローにすることは楽しいかもしれないと思った」と語った。
結果、ピムは8号後の『Tales to Astonish』第35号（1962年9月）の3章のストーリー「Return of the Ant-Man」「An Army of Ants」「The Ant-Man」で「アントマン」の衣裳を身に付け、スーパーヒーローとなった。キャラクターの冒険は同タイトルで継続的に描かれ、第44号（1963年6月）ではピムのガールフレンドで研究助手のジャネット・ヴァン・ダインが初登場した。ヴァン・ダインもまたスーパーヒーローのワスプとなり、ピムと共に『Tales to Astonish』に登場した。1963年、リーとカービーはスーパーヒーロー作品『アベンジャーズ』を立ち上げ、アントマンとワスプはその第1号でチームの創設メンバーとして登場した。
ピムは『Tales to Astonish』第49号（1963年11月）で全長12フィートのジャイアントマン（Giant-Man）という新たなスーパーヒーローになった。ピムとダインは『Tales to Astonish』第69号（1965年）まで登場し、また一時的にチームを離脱する第15号（1965年4月）まで『アベンジャーズ』にも登場した。
ピムは『アベンジャーズ』第28号（1966年5月）で新たにゴライアス（Goliath）としてアベンジャーズに戻った。だがピムは徐々に精神を病み、第59号ではイエロージャケットとなってしまう。ピムは『アベンジャーズ』第93号でアントマンとして再登場し、また『Marvel Feature』第4-10号（1972年7月 - 1973年7月）で特集された。一時期の汚名をそそいだ後、ピムは『West Coast Avengers vol. 2』第21号（1987年6月）でウエスト・コースト・アベンジャーズに科学者として参加した。そして『アベンジャーズ vol.3』第1号（1998年1月）でスーパーヒーローのジャイアントマンとしてアベンジャーズに復帰した。『アベンジャーズ vol.3』第85号（2004年9月）では、アベンジャーズ解散事件後にイエロージャケットとなり休暇をとる姿が描かれた。
ワスプが死亡した後、ピムは新たなワスプを名乗ることになった。また『マイティ・アベンジャーズ』第21号で、ピムは新たなアベンジャーズの共同設立者となった。

## キャラクターの歴史

### 1960年代
生化学者のヘンリー・ピムは、「ピム粒子」という珍しい亜原子粒子を発見し、物体の大きさを変えるというその効力をテストするために自分自身に使用した。ピムの身体は昆虫ほどに縮小し、近くにあったアリの巣でアリとの危険な遭遇をした。その後間もなく彼はアリとの意思疎通を可能にするサイバネティックス・ヘルメットを構築する。ピムは衣裳をデザインし、スーパーヒーロー「アントマン」となり、抗放射線ガスの化学式を盗もうとするKGBのエージェントを倒した。
いくつかの冒険の後、ピムはヴァーノン・ヴァン・ダイン博士と出会い、地球外生命と接触する手助けを依頼された。ピムは拒否するが、ヴァーノンの娘のジャネットに惹かれることとなった。ヴァーノン・ヴァン・ダインは地球外生命との遭遇に成功するが、凶悪なそれにより殺害されてしまい、ジャネットはピムに父親の仇討ちの手伝いを頼んできた。ピムはジャネットに自身の秘密を明かし、ピム粒子とハチの羽を彼女に与えた。ジャネットはワスプとなり、2人はヴァーノンを殺した者を見つけ出して倒した。ピムはまた新たなる形態として、全長12フィートのジャイアントマンとなり、ワスプと共にリビング・イレイザー、ヒューマン・トップ、ポーキュパインなどと戦った。また2人は『Tales to Astonish』に最後に登場するまでには恋愛関係も築いていた。
アスガードの神でソーの弟でもあるロキの企てに遭遇したアントマンとワスプはスーパーヒーローチーム、アベンジャーズに参加した。ワスプはアベンジャーズというチーム名の考案者となった。ピムは最初のミッションのあとでジャイアントマンとなった。後に描かれた回想で、ピムは自分がチームメイトのアイアンマンとソーに比べて不十分だと感じてジャイアントマンになる決意をしたことが描かれた。マスターズ・オブ・イーヴィルとの最終的な遭遇の後、2人は一時休暇を取ることになった。
ピムはその後、ゴライアスという新たなアイデンティティを得てアベンジャーズに復帰するが、しばらく巨人化から戻れない時期があり、自尊心に影響を与えた。またピムは後にアベンジャーズの敵となるウルトロンという知能を持ったロボットを開発してしまう。さらにピムは実験中の事故により統合失調症を誘発する科学物質を吸引してしまい、逆の人格を持った「イエロージャケット」となってアベンジャーズの前に現れた。ワスプだけはピムを理解し、彼の求婚にも応え、そして結婚式でのサーカス・オブ・クライムとの戦闘中に回復した。

### 1970年代
ウルトロンとの再遭遇を含むアベンジャーズとのいくつかの冒険を終えた後、2人は休暇を取ることにした。ヒーローたちはクリー・スクラル・ウォー開始の際にピムを探し出し、そしてクリー人によって原始人化させられた彼が発見された。ピムが正常な状態に戻ると、アンドロイドのアベンジャー、ビジョンを修理するために一時復帰する。その後しばらく、ピムはアントマンとなった、単独の冒険を始める。
イエロージャケットとして仲間のスーパーヒーローチームディフェンダーズを助けた後、ピムはアベンジャーズに復帰した。結局、ピムは最初のアントマンに戻るが、アップグレードされたウルトロンに捕らえられて洗脳されてしまう。ピムはアベンジャーズ・マンションへ行き、馴染みの薄いメンバーたちを攻撃し、ワスプに止められた。他のアベンジャーズはウルトロンを見つけ出し、彼が作り出したジョキャスタを破壊すると言って脅し、追い出した。ウルトロンの洗脳が溶けた後、ピムはイエロージャケットとしてアベンジャーズに再加入し、ウルトロンを破壊した。ピムは政府役人のヘンリー・ピーター・ガイリックによりアベンジャーズが再構成される際、チーム脱退を余儀なくされた。

### 1980年代
14号後、ピムは再度アベンジャーズに戻りいくつかのミッションに参加するが、戦意の無い敵を後ろから攻撃する事件を起こした。キャプテン・アメリカは会議で処分が決まるまでイエロージャケットをアベンジャーズの任務から解いた。ピムは完全に精神を病んでしまい、サルヴェーション1というロボットを作り、アベンジャーズを襲わせ、それを自分が救い出して地位を回復するという自作自演劇を企てた。それを知ったジャネットは思いとどまるように言ったが、ピムは彼女に暴力をふるった。ロボットは予定通りアベンジャーズを襲うがピムは救出には失敗し、結局ロボットの欠陥を知ったジャネットにより倒された。これをきっかけにピムはアベンジャーズを追放となり、ジャネットと離婚した。
信用を失ったピムは、旧敵のエッグヘッド（当時死亡していると思われていた）に洗脳され、国が保管してたアダマンチウムを盗み出した。さらにピムは犯罪現場で（エッグヘッドが密かに呼び出した）アベンジャーズと遭遇してしまう。エッグヘッドに関係する証拠は全て消え、ピムは犯罪者として非難される。死んだはずの敵を非難するピムはますます気が狂っていると思われてしまい、そして投獄される。ピムが投獄されているあいだ、ジャネットはトニー・スタークと短いあいだ関わっていた。エッグヘッドはさらにマースターズ・オブ・イーヴィルを率いてピムを脱獄させ、彼が悪人であることを印象づけさせようとした。エッグヘッドはなおもピムを別の計画に利用しようとしたが、ピムはエッグヘッドが作った武器を利用してマースターズ・オブ・イーヴィルを倒した。またエッグヘッドはホークアイにより殺害される。黒幕が明らかになったことによりピムの汚名は晴れるが、彼はジャネットとチームメイトに別れを告げ、科学者へと戻った。
ピムはウエスト・コースト・アベンジャーズの前に助言者として現れ、そして後に衣裳を着けない正式なメンバーとなった。ピムはチームメイトのティグラと短期間交際し、また旧敵のワーウィンドの侮辱を受け自殺を考えるが、ファイアバードに阻止された。ピムは結局、ジャネットとの恋愛関係を再開させた。

### 1990年代
ピムはウエスト・コースト・アベンジャーズにジャイアントマンとして復帰した。ピムとジャネットは他のアベンジャーズと共にオンスロートを止めるために命を落とした。しかし実はポケット・ユニバースで生存しており、その後、下のマーベル・ユニバースに戻った。
ピムは復帰してジャイアントマンとしてチームを助け、ウルトロンの撃破に貢献する。

### 2010年代
ノーマン・オズボーンが倒されると、ピムはオズボーンにより招集された若者たちを指導するプログラムであるアベンジャーズ・アカデミーに参加した。名目上は若者たちをヒーローとして育て上げるというものだったが、実際は彼らが悪人にならないよう監督するというものであった。その後ピムは再びジャイアントマンとなった。
ヘンリー・ピムは後にシークレットアベンジャーズに参加した。

## パワーと能力
ヘンリー・ピムは天才科学者であり、生化学のPh.D.を持ち、他に量子力学、ロボット工学、サイバネティックス、人工知能、昆虫学にも詳しい。物体の大きさを変化させる「ピム粒子」の発見者であり、それにより自身の身体や武器などを縮小、巨大化させる。ウルトロンの開発者である。

## 他のバージョン

### マーベル・ゾンビーズ
平行世界アース2149を舞台とした『マーベルゾンビーズ』でのピムは、妻のジャネット・ヴァン・ダインによって「ゾンビ化」させられてしまう。空腹を満たすためにピムはブラックパンサーを研究所に連れて食料にしていた。さらにピムは他のゾンビたちと共にギャラクタスを襲って食い殺した。

### MC2
MC2インプリント作品『A-Next』は、平行世界を舞台としており、そこではヘンリーとジャネットの子供のホープとヘンリー・ピム・Jrは、スーパーヴィランのレッドクイーンとビッグマンになった。

### アース5012
この世界でのピムは、ハルクの別バージョンであり、バナーのそれよりもインテリジェントである。

### オールドマン・ローガン
文明崩壊後の世界を描いた『Old Man Logan』では、ハンク（ジャイアントマン）は他のヒーローたちと共にレッドスカル軍に殺された。また、ハンクのアントマンのヘルメットは、橋を渡る者から通行料金の強引に徴収するためにアリの大群を操るするため、ドワイトという少年が利用していた。

### アルティメット・マーベル
アルティメット・マーベル・インプリント作品『Ultimates』ではピムは才能があるが、精神的にもろい科学者として描かれた。精神不安定とうつ病と戦うためフルオキセチンを使った。ピムは、ミュータントである妻ジャネットから輸血を受けた後に能力を得た。だが暴力的行為により結婚を終え、またアルティメッツからも追放された。その後イエロージャケットとなってアルティメッツに復帰するが、"Ultimatum" 事件で仲間を救うために犠牲となった。

## MCU版
マーベル・シネマティック・ユニバース（MCU）では、マイケル・ダグラスが演じる。
本シリーズでは、若き頃に“S.H.I.E.L.D.”のエージェントを務めながら、“アントマン” （初代）としても活動していたと設定されている。日本語吹替は御友公喜が担当。
本項は、““アース616”（正史の宇宙）におけるハンク・ピムを主軸として表記する。

### キャラクター像
1963年に原子間距離を操作する亜原子粒子“ピム粒子”を発見し、アントマンとして活躍した昆虫学者兼物理学者。
エージェント時代は、妻のジャネット・ヴァン・ダインと夫婦で特殊スーツを着用し、東西冷戦時での機密作戦を中心に、長年に渡って様々な戦場を駆け回っていた。しかし1987年にソ連分離独立派がミサイル・サイロから奪った核ミサイルをアメリカに発射した事件で、巡航中のミサイル解体任務に出動したが、縮小不能になった自身に代わってジャネットが原子レベルにまで縮小し、任務に成功したものの、ジャネットを失うこととなった。この件の真相を愛娘のホープ・ヴァン・ダインに告げなかったことで、彼女とは解決困難な確執が芽生えてしまった。そして1989年に、自身の研究を巡ってハワード・スタークたちと決別しS.H.I.E.L.D.を退職。“ピム・テック”を設立した。
それからは目をかけたダレン・クロスを助手兼弟子としてCEO兼研究者の職に就かせたが、ダレンが自分に似すぎている事を危惧して距離を取ってしまい、愛娘と愛弟子に会社を追われることとなり、以降は妻を助けようと研究に没頭して隠居状態となった。
ホープやダレンに真っ当に向き合えなかったのは自分の非であることを理解すると共に、妻子をやや過保護に見えるほど深く大切に想い、自身の発明が悪用されないようにも心がけ、新たな愛弟子に迎えたスコット・ラングを、彼の娘も喜ぶヒーローに育てようと辛抱強く訓練するなど、第一印象は常識ある好々爺のようだが、ジャネットを失った理由からとはいえ、ホープに“アントマン・スーツ”を託すことを拒み続けたり、因縁の間柄であるハワードの息子のトニー・スターク/アイアンマンも信用せず、彼が所属する“アベンジャーズ”への協力依頼の提案を即却下するなどの頑固な顔と、癪に触ることを言い放った相手へすかさず殴りかかるほど短気で人付き合いが苦手な様子に、自分が常に正しいと思っている節も見せ、訓練の一環としてスコットに“信号デコイ”の奪取を指示し、彼が“アベンジャーズ・コンパウンド”内に降り立った時には、スコットの安否よりも彼が装備しているスーツやピム粒子といった自身の発明品が公になってしまうことを真っ先に懸念するなど、良心的とは言い切れない人物でもある。
そして現代、ダレンの陰謀を阻止するために、スコットをアントマン（2代目）に見出してアントマン・スーツを託し、“量子世界”からジャネットの救出を決意すると、確執が解消したホープにも新型の“ワスプ・スーツ”を譲渡する。

### 『ホワット・イフ...?』版
ハンク・ピム / イエロージャケット（Hank Pym / Yellowjacket）
“アース51825”におけるピム。S.H.I.E.L.D.のエージェントだった愛妻と愛娘のホープが任務で殉職したことで、S.H.I.E.L.D.長官のニック・フューリー（アース51825）を激しく憎んでおり、頭髪・眉毛・口髭が乱れ、両目の周りが黒ずむほど狂気を孕んでいる表情や、自らの発明を個人的な復讐に躊躇い無く用いるなど、正史のピムとは異なり典型的なヴィランである。
ハンク・ピム（アース89521）
“アース89521”におけるピム。正史のピムと同様に、ジャネットの救出に乗り出したが、このことが地球各地の人々をゾンビ化させてしまう遠因となり、自身もゾンビと化す。

### 能力
気難しい人物ではあるが、ピム粒子に基づくアントマンとワスプのツール一式をはじめ、ホープと2人で“量子トンネル”と“モバイル研究所”まで開発するなど、昆虫学者兼物理学者としての頭脳と技術力は非常に優れている。
加齢に加えて長年の活動とピム粒子の悪影響により、まともに戦える身体ではなくなっているものの、後述のツールの複数を使いこなす技量と、ダレンの陰謀阻止やジャネット救出のために現地でスコットとホープを直接支援する行動力、時折垣間見せる老獪さは衰えることなく健在である。
また、アース51825におけるピムは、老体でも後述の“イエロージャケット”を着用して運用できるほどの身体能力を披露する。

### ツール・ビークル
アントマン・スーツ マーク1
1960年代にピムがS.H.I.E.L.D.での秘密ミッションのために開発した最初のアントマン・スーツ。若き日のピムは、このスーツを装着し、アントマンとして活動してきたが、ピムのS.H.I.E.L.D.退職後、このスーツはピム邸に長年秘蔵され、現代においてはスコットに託される。
このほかにもピムは、“ピム粒子ディスク”や、“電磁パルス通信装置”などを駆使し、“量子スーツ”も装着したほか、プライベートではトライアンフ・スピットファイア 1500を愛車とするほか、T-34やホットウィール・コレクション、自作の“探査機”なども運転・操縦した。
イエロージャケット（Yellowjacket）
アース51825におけるピムが、フューリーへの復讐のために着用した特殊スーツ。スーツ本体とヘルメットの外観・縮小・拡大機能はアントマン・スーツとほぼ同等だが、基本カラーが黄色と黒となっており、背部の4本の収縮機能付き駆動アーム、ホバリングと飛行など、正史の“イエロージャケット”と同様の性能も有している。

### 各作品での活躍
『マイティ・ソー』のカット場面で、エリック・セルヴィグの友人としてピムの名前が言及される。
『アントマン』
本作でMCU初登場。物語前半においてピム・テック本社屋に赴き、ダレンが催した“イエロージャケット”のセールスプロモーションに招待されると、以前から着目していた潜入技能に長けるスコットへ「大金入りの金庫があるピム邸が留守である」と偽情報が行き渡るようにルイスの従兄の知人に報酬を与え、間接的にスコットをピム邸に侵入させてアントマン・スーツを奪取・着用させ、一時地元警察に逮捕されたスコットの前に弁護士と称して現れ、彼の脱走を幇助すると、スコットへの訓練を決意し、自身の下に招いた。
スコットに自身の目的を説いて彼への訓練を始めるが、その最中ホープとの間の溝を広げてしまう。しかしスコットの働きかけで本心とジャネットの真相を明かし、ホープと和解を果たした。これによってスコットへの訓練も完了し、ダレンがイエロージャケットの披露会のために会場の警備を倍増したと知ると、スコットが推薦したルイスたちも支援に加えて披露会に出席する。
スコットの脱走幇助を疑われて、事情を知らないジム・パクストンたちに足止めされるも、披露会への出席に成功し、本性を表したダレンに撃たれるが、命に別状なく済み、ダレンが貯蔵していた“クロス粒子”をピム・テック本社屋ごと爆破処分することに成功した。
スコットがイエロージャケットを装着したダレンを打倒すると、ホープとの溝が埋まり、スコットが量子世界からの帰還を成功させたことから、秘蔵していた先進プロトタイプのワスプ・スーツを完成させてホープに託すことを決意する。
『アントマン&ワスプ』
本作ではジャネットを救うべく、親子仲を取り戻したホープと再び量子トンネルの研究を着々と進め、スコットの過失によってFBIに追われることになるも、トンネルをついに完成させる。しかし、エイヴァ・スター/ゴーストに研究所ごとトンネルを奪われたことで、彼女や自身の過去と向き合うことになる。これに加えて、ビル・フォスターとの因縁なども手伝って、短気でジャネットの件を詰られたり急なトラブルに見舞われるとすぐに憤慨するなど、人格的に難がある面が本作でより強調されている。
音信不通状態だったスコットと2年ぶりに再会すると、彼やホープと共にジャネット救出のため、レストラン“ウィ”をはじめ、すっかり腐れ縁になったルイスたちの下に、ビルのバークレー大学、エイヴァの屋敷まで各所を渡り歩くが、スコットに対して自分たち親子まで潜伏生活に追い込んだ失望から舌鋒鋭く批判し、ホープと異なり皮肉げな言い回しも複数ぶつけてしまったり、所々で取り乱すこともエイヴァに拘束されたり、FBIに一度逮捕されることまであった。
それでもスコットやホープの活躍により、奪われた研究所とトンネルを取り戻して、遂に自ら探査機で量子世界へと赴いた。
量子世界では彷徨いかけたものの、生存していたジャネットと再会し、彼女と2人で元のサイズの世界への帰還に見事に成功。FBIや地元警察からの再追跡から逃れた物語のラストでは、ジャネットと2人でピム邸を離島の浜辺に置く。
その後サンフランシスコに戻ると、家族3人で“量子ヒーリング粒子”の採取のためにスコットを量子世界へ再突入させるが、サノスが発生させた“デシメーション”により妻子と共に塵と化して消滅してしまう。
『アベンジャーズ/エンドゲーム』
本作では、1970年時と現代の双方のピムが登場する。
前者はS.H.I.E.L.D.に在籍するエージェントとして描写され、この頃から職場である“キャンプ・リーハイ”に自身のラボを持っていたが、2023年の未来からタイムトラベルしてきたスティーブ・ロジャース/キャプテン・アメリカから嘘の内線連絡を受けてラボを離れた隙に、保管していたピム粒子をタイムトラベルの為に必要としていたスティーブに持ち去られた。
後者は“デシメーション”から5年もの間消滅したままだったが、アベンジャーズの尽力により復活。物語ラストのトニーの葬儀にジャネット、ホープ、スコットたちと参列する。
『ホワット・イフ...?』
シーズン1
第3話
アース51825におけるピム/イエロージャケットが、本エピソードの一件の黒幕として登場。フューリーへの復讐として、“アベンジャーズ計画”候補者の謀殺に乗り出す。
最初にランディーズ・ドーナツで二酸化リチウム入りの注射器内に縮小化して潜み、ナターシャ・ロマノフ/ブラック・ウィドウによるトニー・スターク/アイアンマンへの二酸化リチウム投与に乗じて彼の体内に入り込み、トニーを殺害して撤退。
次にニューメキシコのベースキャンプにおいてクリント・バートン/ホークアイに縮小化して接近し、弓矢を構える彼の左手を小突いて矢をソーへ誤射させ、一時身柄を拘束されたクリントにも手を下して2人の始末を果たした。
後日には“カルバー大学”に赴いて、サディアス・ロスら陸軍に追い詰められたブルース・バナーの体内に入り込んでピム粒子ディスクを投与し、ハルクに変身した彼を破裂させた。更に、夜の図書館で一連の事件の真相解明に動いていたナターシャまでも急襲し、徹底的に痛めつけて抹殺した。
最後には、サンフランシスコのホープの墓へと訪れたフューリー（に擬態したロキ）の前に姿を現し、彼に恨み節をぶつけると復讐の仕上げとして彼に挑み掛かるが、相手の格闘術と幻術で翻弄されて全く敵わずに敗北。やって来たフューリー本人から「ホープはS.H.I.E.L.D.の任務に命を捧げた英雄」と告られると、「ならば娘に敬意を払え」と吐き捨てながら、アスガルド軍に連行される。
第5話
アース89521におけるピムが登場。量子世界へジャネット救出に向かったが、ゾンビ化していた彼女に噛まれてゾンビ化。そのままジャネットともども元のサイズの世界へ戻ると、自分たちの帰還を待っていたスコット・ラング/アントマンに襲いかかってしまった。
後日ゾンビの群れに紛れ、ゴールデン・ゲート・ブリッジにアベンジャーズとして出動してきたスティーブ・ロジャース/キャプテン・アメリカに縮小状態から拡大化しつつ襲いかかり、彼に“量子ウイルス”を感染させた。その後の去就は不明。
シーズン2第2話
『アントマン&ワスプ:クアントマニア』

## 他のメディア

### テレビ
- テレビアニメ『マーベル・スーパーヒーローズ』ではピム（ジャイアントマン）が登場する。
- テレビアニメ『The Avengers United They Stand（邦題不明）』では、アベンジャーズのリーダーとして登場する。
- テレビアニメ『アベンジャーズ 地球最強のヒーロー』では、ピムがアントマン、ジャイアントマン、イエロージャケットとしてメインキャラクターとして登場する。声はウォーリー・ウィンガートである[56]。

### その他の映画作品
- オリジナルビデオアニメーション映画『アルティメット・アベンジャーズ』、『アルティメット・アベンジャーズ2: ブラック・パンサー ライジング』ではジャイアントマンのヘンリー・ピムが登場した。声はノーラン・ノースである。
- オリジナルビデオアニメーション映画『ネクスト・アベンジャーズ: 未来のヒーローたち』では、ピムとジャネットの息子のヘンリー・ピム・Jrが登場する。

### コンピュータゲーム
- 1995年のアーケードゲーム『Avengers in Galactic Storm』ではピム（ジャイアントマン）がアシスト・キャラクターとして登場する。
- 『MARVEL ULTIMATE ALLIANCE』ではNPCとしてピムが登場する。
- 『Marvel: Ultimate Alliance 2』ではピム（イエロージャケット）がボスとして登場する。声はウォーリー・ウィンガートである。

## 評価
ヘンリー・ピムは『Wizard』誌の歴代コミックキャラクターランキングで93位となった。またIGNの歴代コミックヒーローランキングでは67位となった。